# Türkische Leichtathletik-Hallenmeisterschaften 2021
Die Türkischen Leichtathletik-Hallenmeisterschaften 2021 wurden vom 5. bis zum 7. Februar in der Ataköy Athletics Arena in Istanbul ausgetragen. 

## Medaillengewinner

### Männer
| Disziplin      | Gold                    | Leistung       | Silber               | Leistung       | Bronze                  | Leistung       |
| -------------- | ----------------------- | -------------- | -------------------- | -------------- | ----------------------- | -------------- |
| 60 m           | Kayhan Özer             | 6,67 s PB      | Aykut Ay             | 6,79 s         | Aşkın Sadi Aşkın        | 6,87 s PB      |
| 200 m          | Oğuz Uyar               | 21,25 s PB     | Batuhan Altıntaş     | 21,35 s SB     | Cafer Güneş             | 21,86 s        |
| 400 m          | Berke Akçam             | 47,46 s        | Yavuz Can            | 47,64 s SB     | Kubilay Ençü            | 47,75 s PB     |
| 800 m          | Murat Yalçınkaya        | 1:51,76 min    | Abdullah Özdemir     | 1:52,11 min PB | Mehmet Körpe            | 1:53,50 min    |
| 1500 m         | Devrim Kazan            | 3:47,61 min PB | Abdullah Özdemir     | 3:49,09 min    | Levent Ateş             | 3:49,88 min SB |
| 3000 m         | Abdurrahman Gediklioğlu | 7:57,43 min PB | Devrim Kazan         | 8:07,04 min PB | Cihat Ulus              | 8:22,26 min SB |
| 60 m Hürden    | Mikdat Sevler           | 7,80 s         | Furkan Aktaş         | 7,86 s PB      | Tibet Sancak            | 8,10 s         |
| Hochsprung     | Alperen Acet            | 2,22 m =SB     | Enes Talha Şenses    | 2,18 m         | Metin Doğu              | 2,15 m SB      |
| Stabhochsprung | Ersu Şaşma              | 5,72 m NR      | Zeki Cem Tenekebüken | 5,10 m SB      | Mustafa Berkay Gürmerıc | 4,80 m =SB     |
| Weitsprung     | Muammer Demir           | 7,74 m SB      | Alper Kulaksız       | 7,53 m         | Musa Tüzen              | 7,44 m PB      |
| Dreisprung     | Can Özüpek              | 16,41 m SB     | Mert Çiçek           | 15,56 m SB     | Ali Çolak               | 14,56 m        |
| Kugelstoßen    | Melih Yersel            | 16,67 m PB     | Hasan Saygi          | 16,50 m PB     | Kadir Koratosun         | 13,22 m PB     |

### Frauen
| Disziplin      | Gold                 | Leistung       | Silber            | Leistung       | Bronze         | Leistung       |
| -------------- | -------------------- | -------------- | ----------------- | -------------- | -------------- | -------------- |
| 60 m           | Mizgin Ay            | 7,44 s SB      | Yudum İlıksız     | 7,56 s         | Burcu Erdemir  | 7,58 s         |
| 200 m          | Elif Polat           | 24,51 s PB     | Edanur Kılıç      | 25,03 s PB     | Şerife Uysal   | 26,22 s PB     |
| 400 m          | Emel Şanlı-Kırçın    | 54,12 s SB     | Elif Polat        | 56,77 s        | Ecem Ece       | 57,38 s PB     |
| 800 m          | Tuğba Toptaş         | 2:09,38 min    | Damla Çelik       | 2:14,33 min    | Kübra Tatar    | 2:15,01 min SB |
| 1500 m         | Emine Hatun Mechaal  | 4:26,40 min SB | Rahime Tekın      | 4:29,04 min SB | Fatma Arık     | 4:29,87 min SB |
| 3000 m         | Gamze Bulut          | 9:27,30 min PB | Burcu Subatan     | 9:29,72 min    | Rümeysa Coşkun | 9:34,56 min PB |
| 60 m Hürden    | Özge Soylu-Can       | 8,54 s         | Hayrun Nisa Kapar | 9,02 s PB      | Seda Albayrak  | 9,35 s PB      |
| Hochsprung     | Buse Savaşkan        | 1,82 m         | Kadriye Aydın     | 1,79 m SB      | Merve Menekşe  | 1,76 m SB      |
| Stabhochsprung | Mesure Tutku Yılmaz  | 4,30 m =PB     | Buse Arıkazan     | 4,25 m =SB     | Sumeyye Kinar  | 3,20 m         |
| Weitsprung     | Emine Selda Kırdemir | 5,82 m PB      | Cemre Bıtgın      | 5,71 m SB      | Seyma Bırıncı  | 5,29 m SB      |
| Dreisprung     | Beyza Gülenç         | 13,24 m        | Esra Yılmaz       | 12,76 m SB     |                |                |
| Kugelstoßen    | Emel Dereli          | 17,50 m SB     | Pınar Akyol       | 16,15 m SB     | Aysel Yılmaz   | 14,97 m        |